# Vollert Anlagenbau
Die Vollert Anlagenbau GmbH ist ein mittelständischer Maschinen- und Anlagenbauer mit Sitz im baden-württembergischen Weinsberg. Das Unternehmen produziert und vertreibt automatisierte Förderanlagen sowie Materialflusssysteme und verfügt dazu über Tochterunternehmen in Brasilien, China, Indien und USA.

## Geschichte

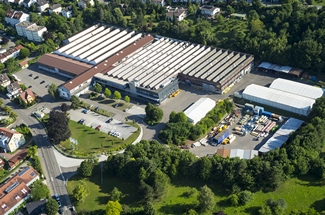
Vollert Anlagenbau GmbH (Standort Weinsberg)

Im Jahr 1925 gründete Hermann Vollert in Weinsberg eine Schlosserei, in der er einfache Schlosserarbeiten, Fahrradreparaturen, Brunnen- und Pumpenbau sowie die Konstruktion und Inbetriebnahme von Seilbahnen für die umliegenden Weinberge anbot. In den Folgejahren erfolgte mit Kübel- und Materialseilbahnen beispielsweise für die Holz- und Keramikindustrie eine Spezialisierung auf Förderanlagen. Nach dem Tod von Hermann Vollert 1947 führten seine Söhne Herbert und Robert zusammen mit ihrer Mutter Mina Vollert das Unternehmen weiter.
Ab den 1970er Jahren entwickelte und vertrieb Vollert Anlagen-Rangierfahrzeuge und Maschinentechnik für die industrielle Betonfertigteilproduktion und ab 1992 auch Fördertechnik und Materialflusssysteme für die Metall- und Automobilindustrie. Im Jahr 1999 übernahm Hans-Jörg Vollert in dritter Generation 75 Prozent der Anteile und die Führung des Unternehmens.
2011 gründete das Unternehmen im indischen Neu-Delhi die Tochtergesellschaft Vollert India Pvt Ltd. Ein Jahr später folgten die Vollert Commercial (Beijing) Limited mit Sitz in Peking sowie Vollert do Brasil Ltda. mit Sitz in Belo Horizonte. Zum 1. September 2012 übernahmen die Gesellschafter der Vollert Anlagenbau GmbH den Geschäftsbetrieb der Nuspl Maschinenbau aus Karlsruhe und gründeten dazu die Nuspl Schalungsbau GmbH + Co. KG als Schwestergesellschaft. 2014 entstand die Tochtergesellschaft Vollert Russia OOO in Moskau. Die Tochtergesellschaft in Russland wurde in Folge des Ukraine-Krieges 2022 aufgelöst. Seit 2023 betreut man mit der Tochtergesellschaft Vollert USA Inc. aktiv die Märkte in Nordamerika.
Am 18. Juli 2025 beantragte Vollert die Eröffnung eines Insolvenzverfahrens.

## Unternehmen

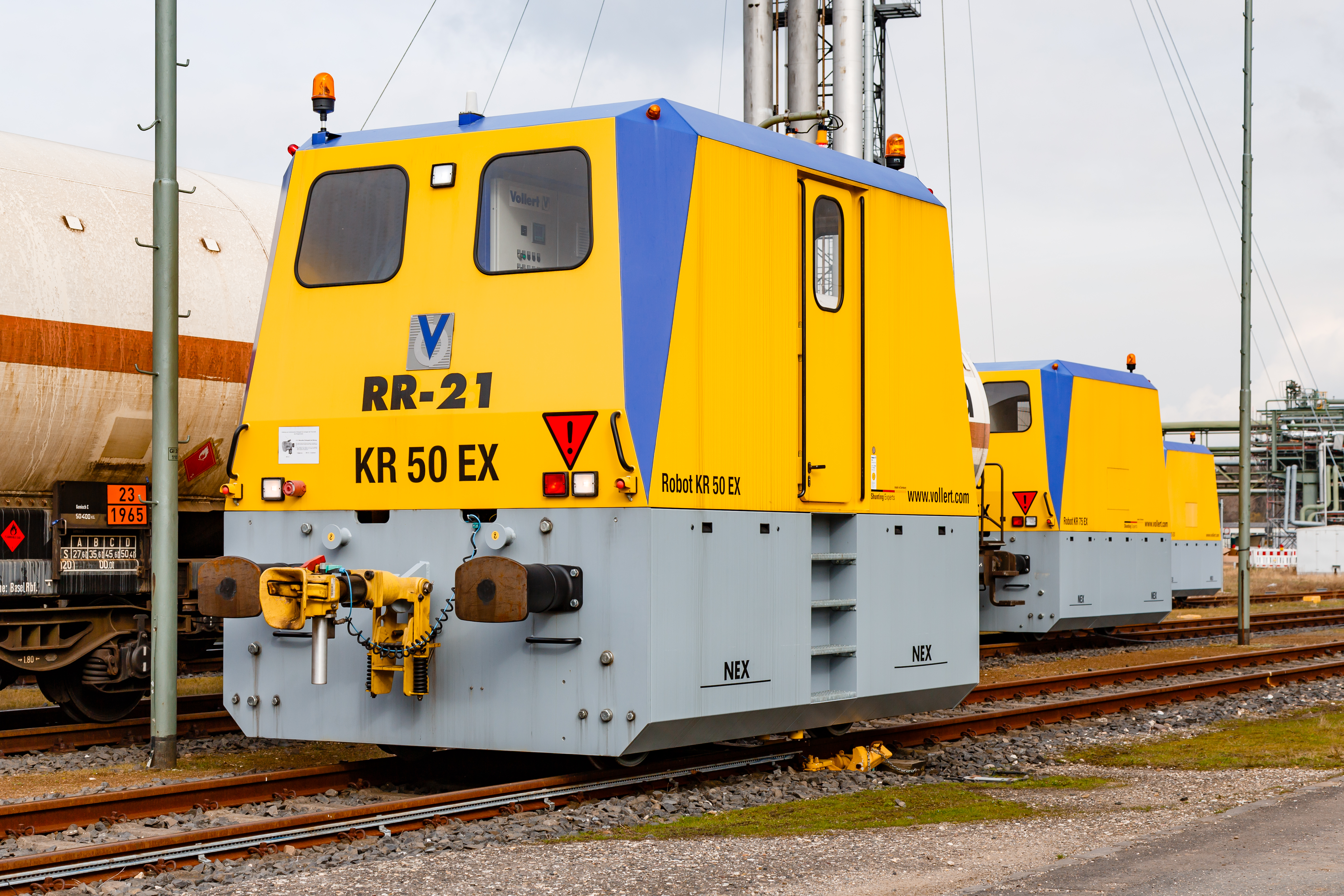
Ein Rangier-Robot von Vollert

Die Vollert Anlagenbau GmbH ist ein mittelständisches Familienunternehmen in dritter Generation. Mit eigenen Tochtergesellschaften entwickelt, produziert und vertreibt das Unternehmen an Standorten in Weinsberg, Neu Delhi, Belo Horizonte, Peking und Birmingham, Alabama automatisierte Förderanlagen, Oberflächenbehandlungsanlagen, Intralogistiksysteme und Rangiersysteme für verschiedene Industriebereiche. Darunter zum Beispiel einen selbstfahrenden Roboter für den Rangierbetrieb von Eisenbahnwagen. Zu den Kunden zählen unter anderem RAG, Norsk Hydro und Liebherr. Nach eigenen Angaben beträgt der Exportanteil 80 %.
Tochterunternehmen:
- Vollert India Pvt. Ltd., Indien
- Vollert do Brasil Ltda, Brasilien
- Vollert Commercial (Beijing) Limited, China Bamenighong
- Vollert USA Inc., USA